# Hilario Ascasubi
Hilario Ascasubi är en ort i Argentina.   Den ligger i provinsen Buenos Aires, i den södra delen av landet, 600 km sydväst om huvudstaden Buenos Aires. Hilario Ascasubi ligger 16 meter över havet och antalet invånare är 3 427.
Terrängen runt Hilario Ascasubi är mycket platt. Runt Hilario Ascasubi är det mycket glesbefolkat, med 2 invånare per kvadratkilometer.. Närmaste större samhälle är Mayor Buratovich, 13,3 km norr om Hilario Ascasubi. 
Trakten runt Hilario Ascasubi består till största delen av jordbruksmark.